# Intercity Express
För tåget i Sverige på 1980-talet, se City Express
Intercity Express (mest känt som ICE) är ett system med snabbtåg som främst finns i Tyskland. ICE körs även till destinationer i Österrike, Danmark, Frankrike, Belgien, Schweiz och Nederländerna. ICE är den högsta tågklassen på de tyska järnvägarna och Deutsche Bahns (DB) flaggskepp. Det finns per juni 2022 totalt 367 tågsätt i bruk. ICE är den högsta kategorin i Deutsche Bahns biljettsystem. Tågen kan köra upp till 320 km/h. De marknadsförs också av DB som ett alternativ till flyget.
ICE kör inte bara inom Tyskland utan även i vissa av Tysklands grannländer. Det finns till exempel linjer som körs med ICE 1-tåg till Basel och Zürich. ICE 3-tåg åker till Liege och Bryssel, och i lägre hastigheter även till Amsterdam. Den 10 juni 2007 öppnades en ny linje mellan Frankfurt/Stuttgart och Paris som används av ICE och TGV-tåg. ICE-tåg till London via kanaltunneln planerades också 2018, men DB väntar på sina Velaro D-tåg innan de börjar köra på rutten. 2013 fick DB sitt certifikat för att få köra genom tunneln. ICE T kör också till Wien.
Det spanska tågbolaget RENFE kör också tåg baserade på ICE 3 (Siemens Velaro) som heter AVE klass 103 som får köra i hastigheter upp till 350 km/h. Bredare versioner beställdes också av Kina för linjen mellan Beijing och Tianjin. Även Ryssland beställde tåg för linjerna Moskva-Sankt Petersburg och Moskva- Nizhny Novgorod. 

## Historia
Deutsche Bundesbahn påbörjade flera tester år 1985 med testtåget ICE-V. Tåget användes för uppvisningar och höghastighetstester. Tåget satte ett nytt världsrekord den 1 maj 1988 då det nådde en hastighet av 406,9 km/h. Tåget togs ur bruk 1996 och ersattes med ett nytt testtåg som hette ICES.
Efter långa diskussioner mellan Bundesbahn och Transportministeriet angående tågens utrustning, längd och bredd och antalet tågsätt som krävdes, beställdes de första 41 tågen 1988. Beställningen utökades till 60 tåg år 1991 för den tyska återföreningen. Alla tåg kunde dock inte levereras i tid. ICE-nätverket invigdes officiellt den 29 maj 1991 när flera fordon samlades från olika håll på den nybyggda stationen Kassel-Wilhelmshöhe.

## ICE 1
ICE 1 är den första generationen ICE-tåg och även det längsta. Normalt är uppemot 12 mellanvagnar inkopplade i tågsättet och i varje ände finns en drivenhet. Tåget är dock konstruerat för att ha uppemot 14 mellanvagnar. Mellanvagnarna är av samma längd som normala tyska personvagnar, det vill säga 26,4 meter.
Till att börja med beställdes 41 stycken ICE 1-sätt, men senare utökades ordern till 60 stycken tågsätt. Kravspecifikationen för vagnarna började DB att ta fram under maj 1986 och under december samma år började vagnarna att utvecklas. Första provkörningen av ICE 1 ägde rum under 1990 och 1991 sattes de i trafik. Detta kan jämföras med några andra snabbtåg:
- japanska Shinkansen-tåg i trafik oktober 1964
- franska TGV 1981
- X 2000 i Sverige i trafik 1990

Mellanvagnarna är, till skillnad mot tidigare tyska vagnar, utförda i lättmetall. Trots detta är ICE-vagnarna tunga; tomvikten ligger för en andra klass-vagn kring 52 ton. Invändigt går tonerna i ljusblått och vitt, och även i andra klass används heltäckningsmattor på golven. Ljudnivån invändigt anses som låg men är högre än i svenska X2000.
Drivenheterna är fyraxliga och väger nästan 80 ton per styck (likt svenska Rc-lok).
Vagnboggierna är konstruerade för 280 (300) km/h. Därför har de, till skillnad mot boggierna på vanliga vagnar, hela 4 bromsskivor per hjulaxel istället för 2. Tågsättet accelererar från stillastående till 200 km/h på 3 min och 20 sekunder. Från 0 till 250 km/h tar det dock 6 minuter och 20 sekunder. Vid nödbromsning från 250 km/h till stillastående är sträckan cirka 2 300 meter. Ett tågsätt kostade cirka 306 mkr (prisnivå 2006), motsvarande cirka 25,5 mkr per vagn.

## ICE 2
Den andra generationen ICE-tåg är betydligt kortare än den första; endast 7 stycken vagnar är inkopplade. Det finns endast en drivenhet och i andra änden är en manövervagn inkopplad likt X 2000 i Sverige. ICE 2 levererades under perioden 1996–1998. De första tågen sattes i trafik under 1996. Under 1997 började tågen att användas på linjerna Berlin–Köln samt Berlin–Bremen. Totalt beställdes 44 stycken ICE 2-tågsätt. Sittkomforten i ICE 2-tågen är något lägre än i ICE 1 då stolavståndet i 2 klass har minskats från 102 cm till endast 96 cm. Boggikonstruktion för vagnarna är från Österrike (Simmering-Graz-Pauker|SGP). Boggin är luftfjädrad. Ett tågsätt kostade cirka 184 mkr (prisnivå 2006), motsvarande cirka 26,3 mkr per vagn.

## ICE 3
Den tredje generationen ICE-tåg är, till skillnad mot ICE 1 och ICE 2, ett motorvagnståg med drivningarna fördelade i tågsättet, istället för separat drivenhet. Varje tågsätt består av 8 stycken enheter och hela tågsättet är cirka 200 meter långt (det vill säga precis samma längd som den första generationen TGV-PSE-tåg eller brittiska IC 125). Endast 4 av tågets 8 enheter är motorvagnar med drivande hjulaxlar, resten är vanliga släpvagnar (om än med mycket elutrustning ombord för framdrivningen).
Tre versioner finns; 
- littera 403: kontaktledningsspänningen 15 kV (spänning i Tyskland, Norge, Sverige, Schweiz och Österrike)
- littera 406: 4 st kontaktledningsspänningar (25, 15, 3 och 1,5 kV, det vill säga i princip "hela Europa med normalspårsnät", fast restriktionerna är i praktiken många).
- littera 407: Bredare, tystare och energisnålare än littera 406.

Topphastigheten vid kontaktledningsspänningen 25 och 15 kV är 330 km/h. Tågen går i 320 km/h på den franska linjen Paris–Strasbourg och i 300 km/h på två tyska linjer, Nürnberg–Ingolstadt och Köln–Frankfurt.
Vagnenheterna är kraftigt förkortade jämfört med tidigare ICE-tåg; från 26,40 meter till endast 24,78 meter. Likaså är vagnkorgen  minskad i sidled, från 302 cm till endast 295 cm (smalare säten, sämre komfort). Samma boggietyp tillverkad i Österrike som finns på ICE 2 valdes även för ICE 3 (SGP). Konstruktionen modifierades dock något.
Enspänningsversionen (littera 403) har en tomvikt kring 409 ton, vilket motsvarar i genomsnitt cirka 50 ton per vagn. Den lägre axellasten, i och med att drivningarna är fördelade i tågsättet, tillåter tågen gå på franska höghastighetsbanor. De kan också gå på banan Köln–Frankfurt som har 4 % lutningar, vilket är svårt med andra tåg. Den specifika (kontinuerliga) effekten är 18,1 kW/t.
Ett tågsätt för ett strömsystem kostade 233 mkr och ett tågsätt för flera strömsystem 244 mkr (prisnivå 2006), motsvarande cirka 29,1-30,5 mkr per vagn.

## ICE-T
ICE-T är ett något långsammare tyskt fjärrtåg och finns i två versioner; littera 411 (7 enheter) och littera 415 (5 enheter). Liksom ICE 3 är ICE-T ett motorvagnståg men sth är "endast" 230 km/h. För att kunna öka kurvhastigheterna något har tågsättet utrustats med italienska boggier (modell Pendolino) som medger att tågets vagnkorg kan luta i kurvorna. Tåget är avsett för äldre mer kurviga banor.
Totalt beställdes 76 stycken ICE-T-tåg, och tågtypen sattes i trafik under 1999.
Liksom hos ICE 3 är ICE-T-tågets vagnar betydligt mindre än konventionella vagnar, både i sid- och längsled. Tomvikten per vagnenhet ligger i genomsnitt kring 50 ton och ett 5-vagnarssätt har den maximala, kontinuerliga effekten 3 000 kW (det vill säga cirka 600 kW per vagn).
ICE-T-tågen sattes i trafik på linjen Zürich-Stuttgart under 1999, på linjen Frankfurt am Main-Dresden under 2000 samt sträckan Berlin-München.

## ICE-VT
Även en dieseldriven ICE-variant med benämningen ICE-VT (där VT står för Verbrennungstriebwagen, förbränningsmotorvagn) används. Tågsättet kallas även för ICE-TD (TD=Tilting-Diesel). Tågsättet är 4 enheter långt och har littera 605. Tågsättet drivs av fyra stycken amerikanska Cummins-dieselar (modifierade lastbilsmotorer) som via en elektrisk transmission driver hjulen. Antalet sittplatser är 189 stycken.
Tåget har en effekt av 1 700 kW vid rälsen och bruttovikten är cirka 232 ton, motsvarande en specifik effekt av 7,3 kW/t (ungefär som en svensk Y1). Total cylindervolym är 76 liter (19 liter per motor). Tågets topphastighet är 200 km/h, det vill säga betydligt lägre än övriga ICE-tåg.
Tågsättet har använts på linjerna München–Zürich och Dresden–Nürnberg. De går även som extratåg Hamburg–Köln. Från 2008 även på linjerna Berlin–Hamburg–Köpenhamn och Berlin–Hamburg–Århus. Det har genomförts betydande teknisk utveckling med till exempel signalsystem för att passa danska krav. Danmark har brist på fjärrtåg eftersom leveransen av nya tåg av typen IC4 är gravt försenat, så att fler exemplar, upp till 13 st (av 20 tillverkade) ska användas för Danmark-Tysklandstrafiken, vilket frigör en del andra tåg.
Tåget har använts ganska lite eftersom de är dyra i drift. DB måste betala full dieselskatt för bränslet, medan eltågen drivs av el producerad med kolkraft med mycket lägre skatt. På flera linjer där ICE-VT använts har man övergått till äldre dieseltåg med mindre motorer. I Danmark är diesel för tåg billigare och tågen Tyskland-Danmark kan tanka där.
Varje tågsätt kostar cirka 80 mkr (prisnivå 2006), vilket innebär cirka 20 mkr per vagn.

## ICx
DB tecknade under maj 2011 ett nytt kontrakt med Siemens för leverans av en ny generation fjärrtåg, benämnt ICx. Tågen beräknas levereras under perioden 2016-2030. Totalt skall 220 stycken tågsätt levereras, men "endast" 130 tågsätt är ännu beställda. Totalt kommer de 220 tågsätten att kosta cirka 55 miljarder kronor.
Två typer av tågsätt planeras; dels ett 7-vagnars tågsätt och dels ett 10-vagnars tågsätt. Det förra kommer att ha 3 motorvagnar och 4 släpvagnar. 10-vagnarståget kommer att ha 5 motorvagnar och 5 släpvagnar. Jämfört med tidigare tyska vagnar blir mellanvagnarna extremt långa med längden 27,90 meter (normalt 26,40 meter). Korgbredden blir dock endast 285 cm (men ingenting hindrar givetvis att den kan breddas avsevärt, vid beställning av andra länder). Den första och andra generationen ICE-tåg med korgbredden 302 cm är således ett minne blott, till förtret för passagerarna (trångt i sidled, ungefär som för en svensk Y1:a).
7-vagnarstågen skall främst ersätta dagens IC/EC-tåg (Intercity och Eurocity) medan 10-vagnarstågen skall ersätta dagens ICE-1- och ICE-2-tåg. Axellasten blir maximal 18,0 ton, vilket är något lägre än dagens lokdragna ICE-tåg.
Precis som för tidigare IC- och ICE-tåg placerade DB ordern för de nya ICx-tågen hos den nationella järnvägsindustrin men unikt är att DB den här gången inte tänker betala för utvecklingsarbetet då detta kommer att ingå i priset.

## ICE-tåg, operatörer i Tyskland
| Gen.   | Beteckning               | Antal säten [pl] | Korgbredd [cm] | Konfig säten 2 kl | Sätesavstånd 2 kl [cm] | Klimatanl. | Sth [km/h] | Lös [mm]            | Tomvikt [t] | Antal vagnenh. [st] | Max. kont. eff. [kW] | Antal axlar [st] | Max uppnådd hastig. [km/h] | Lev    |
| ------ | ------------------------ | ---------------- | -------------- | ----------------- | ---------------------- | ---------- | ---------- | ------------------- | ----------- | ------------------- | -------------------- | ---------------- | -------------------------- | ------ |
| ICE-V  | drivenhet: 410 vagn: 810 | 85               | 293 cm         | 2 + 2             | 99 cm                  | ja         | 350        | 114 640             | 298,6       | 3                   | 7 280                | 20               | 406                        | 1985   |
| ICE 1  | drivenhet: 401 vagn:xxxx | 645              | 302            | 2 + 2             | 102                    | ja         | 280 (300)  | 357 920             | 779,8       | 12 (14)             | 9 600                | 56               | 310                        | 1991   |
| ICE 2  | drivenhet: 402           | 392              | 302            | 2 + 2             | xxx                    | ja         | 280        | 205 360             | 418,0       | 7                   | 4 800                | 32               | 310                        | 1996   |
| ICE 3  | 403 alt 406              | 415              | 295            | 2 + 2             | xxxxxx                 | ja         | 330        | 200 320             | 409 alt 435 | 8                   | 8 000                | 32               | 368                        | 2000   |
| ICE-T  | 411 alt 415              | 357 alt 250      | 285            | 2 + 2             | xxx                    | ja         | 200        | 184 400 alt 132 600 | 366 alt 273 | 7 alt 5             | 3 000 alt 4 000      | 28 alt 20        | 253                        | 1999   |
| ICE-TD | 605                      | 189-195          | 284            | 2 + 2             | 95                     | ja         | 200        | 106 700             | ---         | 4                   | 1 700                | 16               | 219                        | 2001   |
| ICx    | ---                      | ---              | 285            | 2 + 2             | xxx                    | ja         | 230        | 196 700             | ---         | 7                   | (4 950)              | 28               | ---                        | (2016) |
| ICx    | ---                      | ---              | 285            | 2 + 2             | xxx                    | ja         | 250        | 279 000             | ---         | 10                  | (8 250)              | 40               | ---                        | (2016) |

## ICE-tåg, operatörer utanför Tyskland
Dessa tåg är modifierade ICE-tåg.
| Benämning | Beteckning | Antal säten. [st] | Korgbredd [cm] | Konfig säten | Sätesavstånd [cm] | Klimatanläggning | Sth [km/h] | Lös [mm] | Tomvikt [t] | Antal vagnenh. [st] | Max. kont. eff. [kW] | Antal axlar [st] | Max uppnådd hastig. [km/h] | Lev  |
| --------- | ---------- | ----------------- | -------------- | ------------ | ----------------- | ---------------- | ---------- | -------- | ----------- | ------------------- | -------------------- | ---------------- | -------------------------- | ---- |
| Sapsan    | xxxxxx     | 604               | xxxxxx         | xxxxxx       | xxxxx             | ja               | 250        | xxxxx    |             | 10                  | 8 000                | 32               | 350                        | 2008 |
| AVE       | S-103      | 404               | xxxxxx         | xxxxxxx      | xxxxxxxxxxx       | ja               | 350        | xxx      | xxx         | 8                   | 8 800                | 32               | 350                        | 2007 |
| Velaro    | CRH-3      | 601               | xxx cm         | xx + x       | xxx cm            | ja               | 300        | xxx      | xxx t       | 8                   | 8 800                | 32               | 325                        | 2008 |